# Galumna ambigua
Galumna ambigua är en kvalsterart som beskrevs av Wallwork 1977. Galumna ambigua ingår i släktet Galumna och familjen Galumnidae. Inga underarter finns listade i Catalogue of Life.